# Pierre Hurmic
Pierre Hurmic, né le 10 avril 1955 à Saint-Palais dans les Basses-Pyrénées (actuelles Pyrénées-Atlantiques), est un avocat et homme politique français, membre des Écologistes.
Après vingt-cinq ans passés dans l'opposition face à Alain Juppé, Hugues Martin et Nicolas Florian, il est élu maire de Bordeaux à la suite des élections municipales de 2020, faisant basculer la ville, bastion historique de la droite depuis 73 ans, dans le camp des écologistes et de la gauche.

## Situation personnelle
Natif de Saint-Palais au Pays basque, Pierre Hurmic est le fils d'un chirurgien et d'une infirmière. Ses parents sont tous les deux catholiques pratiquants, sa mère par son milieu familial. Son père s'est converti au catholicisme quand il était jeune adulte.
Il quitte Saint-Palais à l'âge de onze ans en 1966 pour suivre ses études dans un collège et au lycée Saint-Louis-de-Gonzague, en pension à Bayonne. Il déclare à ce sujet : « C'était entre le monastère et la caserne ». A cette époque, il lit les œuvres de Victor Hugo et de Charles Péguy, avec un intérêt particulier pour ce dernier.
Il arrive à Bordeaux en 1973 pour poursuivre ses études supérieures de droit et de sciences politiques. Plus tard, en parallèle de ses études, il est embauché par Roger Galy (1923-2012), rédacteur en chef de l'hebdomadaire La Vie de Bordeaux,.
À l'Institut d'études politiques de Bordeaux (promotion 1979), il suit les cours du professeur Jacques Ellul qui vont influencer son engagement politique, bien que Jacques Ellul ait toujours affirmé sa méfiance envers la politique en général et l'écologie politique en particulier.
Pierre Hurmic est marié et père de deux enfants. Il habite dans le quartier Saint-Genès à Bordeaux, et son cabinet d'avocat est situé face au nouveau palais de justice de Bordeaux, rue des Frères-Bonie.
L'un de ses premiers procès est la défense de Noël Mamère dans le litige qui l'oppose à Simone Rossignol, ancienne maire de Bègles de 1971 à 1984, qui l'accuse de diffamation. Hurmic accompagne le maire de Bègles à Toulouse où le procès se déroule, et dans la voiture sur le trajet, Mamère lui propose d'adhérer à Génération écologie.

## Parcours politique

### Débuts
Après des engagements associatifs (militant actif de l'ONG « Action contre la faim » et de l'association locale « Trans'CUB ») et syndicaux (président départemental du Syndicat des avocats de France et membre du conseil national), il débute en politique en 1990. Il participe à la création de « Génération écologie » avant de rejoindre « Les Verts » en 1998.
Conseiller régional à partir de 1992 sous l'étiquette Génération écologie, il quitte le groupe en décembre 1994 en exprimant ses désaccords avec son président Brice Lalonde.
Président du groupe écologiste au conseil régional depuis 1992, il est réélu en 1998. En 2004, il renonce à se représenter.

### Ville de Bordeaux

#### Élections municipales de 1995
Pierre Hurmic commence sa campagne pour les élections municipales 1995 en créant l'association « Bordeaux Grandeur Nature ». Il présente alors une « Charte Grandeur Nature », autour de trois axes : citoyenneté active, développement des solidarités et embellissement de la ville. Il se prononce contre le cumul des mandats de maire dans le temps (deux mandats consécutifs maximum), ainsi que contre le cumul de la fonction de maire et d'un autre mandat électif.
Le 27 avril 1995, Pierre Hurmic et François-Xavier Bordeaux (ancien membre du Parti socialiste) annoncent qu'ils feront liste commune.
Les élections ont lieu le 11 juin 1995, et c'est Alain Juppé qui est élu, avec 50,28 % des voix. La liste « Trois Bordelais, le réveil » de F.-X. Bordeaux, avec Pierre Hurmic et Denis Teisseire, est troisième, avec 15,8 % des voix.
Pierre Hurmic devient alors conseiller municipal et communautaire.

#### Élections municipales de 2001
Alain Juppé remporte les élections avec 50,96 % des voix. La liste de Pierre Hurmic recueille 9,59 % des voix, et se voit alors attribuer 3 sièges au conseil municipal.

#### Élections municipales de 2006
En 2006 ont lieu des élections municipales anticipées. En effet, la période d'inéligibilité d'Alain Juppé après l'affaire des emplois fictifs de la mairie de Paris prend fin, et le conseil municipal démissionne.
Fin août 2006, Pierre Hurmic présente une liste pour l'élection municipale,.
C'est finalement la liste d'Alain Juppé qui remporte le scrutin, avec 56,2 % des voix. La liste de Pierre Hurmic récolte 10,3 % des voix, et 3 élus intègrent le conseil municipal : Pierre Hurmic, Marie-Claude Noël et Patrick Papadato.

#### Élections municipales de 2008
En septembre 2007, Pierre Hurmic met fin à une rumeur le faisant figurer sur une liste d'ouverture avec Alain Juppé. C'est notamment sa présence aux côtés du Maire pour présenter le « Code de la rue » sur lequel ils ont travaillé ensemble qui alimentait la rumeur et les commentaires. En avril, Pierre Hurmic déclare : « C'est archi-faux. Nous n'avons pas du tout la même vision de l'écologie, nous sommes à des années-lumière. Je suis ferme sur mes convictions et je ne suis pas UMP ».
Les Verts participent aux dix-huit groupes de travail organisés par l'équipe du socialiste Alain Rousset. Ils intègrent alors sa liste, Pierre Hurmic étant le numéro 3 de la liste,. C'est tout de même Alain Juppé qui remporte l'élection dès le 1er tour, avec 56,62 % des voix. Alain Rousset récolte 34,14 % des suffrages et 11 sièges.
Pierre Hurmic rentre donc à nouveau dans l'opposition au conseil municipal, tout en prônant une « conflictualité apaisée » avec le maire.
Il refuse le poste d'adjoint proposé par Alain Juppé à l'été 2008.

#### Élections municipales de 2014
En juillet 2013, Pierre Hurmic est désigné par la section bordelaise EELV comme tête de liste pour les élections municipales.
Le 25 octobre, il tient une conférence de presse pour présenter un ensemble de 66 propositions, élaborées par les militants écologistes. À cette occasion, à la suite des sollicitations de Vincent Feltesse, il exige du candidat PS de reprendre l'intégralité des propositions de son parti pour envisager une liste d'union. Cela se concrétise : Hurmic et Vincent Feltesse signent le 21 novembre 2013 un socle programmatique commun.
Le résultat de l'élection du 23 mars 2014 donne Alain Juppé vainqueur avec 60,95 % des voix, contre 22,58 % pour Vincent Feltesse.
Deux écologistes sont élus : Pierre Hurmic et Delphine Jamet. Par la suite, ils s'éloigneront du socialiste.

#### Élections municipales de 2020 et mandat 2020-2025
En juin 2019, Pierre Hurmic lance l'appel des écologistes de Bordeaux intitulé « Bordeaux pour le climat, l'écologie, les solidarités ». En septembre 2019, il se déclare officiellement candidat à la mairie de Bordeaux et annonce les premières bases de son programme,. Il est soutenu par le Parti socialiste, le Parti communiste français, le Parti radical de gauche, Génération.s, Nouvelle Donne et Place publique.
Lors du premier tour, en mars 2020, sa liste arrive en seconde position avec environ 34 % des suffrages exprimés et n'est devancée que d'une centaine de voix par celle du maire sortant Nicolas Florian. Ce résultat contraint pour la première fois depuis 1947, le candidat de la droite à la mairie de Bordeaux à un second tour. En raison de la crise du coronavirus, ce second vote est reporté au mois de juin 2020. Il prend la forme d'une triangulaire dans laquelle la liste Hurmic se retrouve en compétition avec une coalition de droite du maire sortant et d'En Marche, et avec la liste « Bordeaux en luttes » de la gauche anticapitaliste.
Sa liste se place en tête au second tour avec 46,5 % des suffrages, devant celle du maire sortant Nicolas Florian (44,1 %) et celle de Philippe Poutou (NPA et LFI, 9,4 %). Cette victoire permet à sa liste d'obtenir 48 sièges de conseillers municipaux ; la liste de droite en obtient 14 et la liste d'extrême gauche trois. Pierre Hurmic est ainsi élu maire de Bordeaux lors du conseil municipal du 3 juillet suivant.
Faisant le bilan en 2025 de son activité à la tête de Bordeaux, Le Figaro note que « Pierre Hurmic présente un bilan cohérent avec ses promesses de campagne », 25 000 m2 de panneaux solaires ont été installés sur des bâtiments municipaux en 2025, le périmètre piétonnier de la ville est passé de 172 à 259 hectares, soit 46 kilomètres de rues, les déplacements quotidiens à vélo ont augmenté de 43 % depuis 2020. En contrepartie, Bordeaux est devenue en janvier 2025 la ville la plus embouteillée de France, devant Paris, la politique d’urbanisme bordelaise a complexifié la possibilité de se garer en centre-ville. Si le maire revendique un « investissement massif » dans la police municipale depuis 2020, la ville connaît une hausse de l’insécurité où plusieurs points de deals prospèrent. La dette a augmenté 271 millions d’euros à 356 millions d’euros en 2024, les subventions culturelles et les dépenses à diverses associations ayant également augmenté.

### Campagnes nationales

#### Élections législatives de 1993
Au premier tour des élections législatives dans la deuxième circonscription de la Gironde (Bordeaux Centre), c'est Jacques Chaban-Delmas, pour le RPR, qui arrive en tête, avec 41,66 % des voix. Pierre Hurmic est quatrième de cette élection, en récoltant 10,64 % des suffrages, ce qui le porte à 700 voix du second tour.

#### Élection législative partielle de 2004
Pierre Hurmic est le candidat des Verts pour les législatives partielles de 2004, dans la 2e circonscription de la Gironde, laissée vacante par Alain Juppé.
C'est sa colistière au conseil municipal, Marie-Claude Noël qui est sa suppléante, et Hervé Dugény, connu pour ses activités associatives en faveur du vélo ou du covoiturage, dirige la campagne.
Face à lui, c'est Hugues Martin qui est le candidat de l'UMP, et successeur désigné d'Alain Juppé.
Après une élection qui connaît une faible participation, il recueille 11,22 % des voix, ce qui fait de son parti la troisième force politique de la ville.
Au lendemain des résultats du premier tour, Pierre Hurmic ne donne pas de consigne de vote, mais soutient la candidate socialiste pour le second tour. Par la suite, les Verts s'investissent dans la campagne de la candidate PS dans l'entre-deux-tours, en échange d'un certain nombre de concessions de la part de Michèle Delaunay. Ainsi, elle accepte la réouverture d'un débat sur la nécessité du grand contournement autoroutier. Elle s'est aussi déclarée hostile aux expérimentations plein champ des OGM et elle a affirmé sa solidarité avec les faucheurs volontaire poursuivis par la justice.

#### Élections législatives de 2007
Pierre Hurmic obtient 6,83 % des suffrages au premier tour.

#### Élections législatives de 2017
Pierre Hurmic commence sa campagne sur la deuxième circonscription de la Gironde (Bordeaux centre) en avril, à Darwin, « un lieu riche en symbole, modèle d'économie frugale, résiliente et coopérative ». Il se présente entre autres face à Michèle Delaunay (PS), Anne Walrick (LR-UDI) et Catherine Fabre (LREM).
Ses thèmes essentiels de campagne sont : la transition énergétique, la lutte contre les perturbateurs endocriniens et contre la pollution de l'air, le mandat unique, la limitation du cumul dans le temps, l'abolition de l'immunité parlementaire, la suppression du Sénat et de la Cour de justice de la République. Enfin, il veut mettre en place un outil numérique participatif pour un travail législatif « plus collectif ».
Il récolte 8 % des voix, et décide de ne pas donner de consigne de vote au second tour opposant les candidates LR et LREM.

## Prises de position

### Le Grand stade
Pierre Hurmic a toujours été opposé au projet de Grand Stade à Bordeaux, qu'il qualifie « d'hérésie politique et économique ». Il dénonce régulièrement les dérives du foot business, et estime que l'investissement n'est pas durable. En effet, il explique que le stade de Bordeaux était aux normes de l'UEFA pour les Coupes du monde 1998 et 2006, qu'il ne convenait plus pour l'Euro 2016, et que « demain, de nouvelles normes naîtront et on nous demandera une nouvelle fois de nous y adapter ». Selon lui l'argent public n'a rien à faire dans le football professionnel. Il n'est pas par principe hostile à un stade entièrement financé par des fonds privés, et s'appuie notamment sur les propos de Philippe Séguin, ancien premier président de la Cour des Comptes qui présidait la commission Grands Stades, dans son rapport de décembre 2008,.
Lors du conseil municipal du 2 mars 2015, Pierre Hurmic qualifie le Grand Stade de Bordeaux de « stade le plus ringard sur le terrain de l'écologie », notamment en comparaison des 3 autres villes qui ont fait le choix de construire un stade pour accueillir l'Euro 2016, à savoir Lyon, Lille et Nice. En effet le Grand Stade de Bordeaux est moins ambitieux en matière écologique que les stades des autres villes (récupération des eaux de pluie, panneaux photovoltaïques, géothermie).

### Code de la rue
À l'occasion d'un arrêté municipal de janvier 2004 de la Mairie de Bordeaux concernant l'interdiction de l'usage du skateboard sur les espaces piétons, les élus Verts se sont inquiétés d'une interdiction qui pourrait concerner par la suite les rollers par exemple. À cette occasion, Pierre Hurmic propose que Bordeaux devienne un pilote pour la rédaction d'un Code de la rue, équivalent urbain du Code de la route. Il reçoit notamment le soutien d'Alain Juppé pour cette proposition. Une première réunion a eu lieu en janvier 2007, où un certain nombre d'élus, et d'associations d'usagers ont fait part de leurs idées en vue de la rédaction de ce code de la rue. À cette occasion, des actions sont annoncées, comme par exemple les doubles sens cyclables dans le centre-ville, les flèches clignotantes pour les cyclistes aux feux tricolores. D'autres expérimentations sont aussi prévues, telle que la circulation sur les voies de bus pour les rollers.
En juillet 2007 est annoncée la mise en place de ce code de la rue pour septembre de la même année, à l'occasion de la semaine de la mobilité.
Et effectivement, le 19 septembre, Alain Juppé et Pierre Hurmic présentent ensemble le « Code de la rue ». À cette occasion, Alain Juppé annonce qu'il réfléchit à la mise en place d'un vélo en libre service, à l'image du Vélib' à Paris.

### Mariage pour tous
Juriste de profession, Pierre Hurmic marque sa désapprobation au mariage entre deux hommes que Noël Mamère célèbre très médiatiquement à Bègles le 5 juin 2004 rappelant que celui-ci est illégal. La cour de cassation annule d'ailleurs ce mariage par un arrêt du 13 mars 2007.
Défenseur de la liberté de conscience, il est l'un des défenseurs de l'ancien premier adjoint Hugues Martin qui, en mai 2013, fait valoir sa clause de conscience pour ne pas célébrer le mariage de personnes de même sexe devenu légal par la loi du 17 mai 2013, estimant que « défendre la liberté d'expression, c'est défendre la liberté de ceux qui ne pensent pas comme nous ».
Pierre Hurmic a célébré le deuxième mariage de personnes de même sexe ayant eu lieu à Bordeaux.

### Mémoire de l'esclavage

#### Toponymie

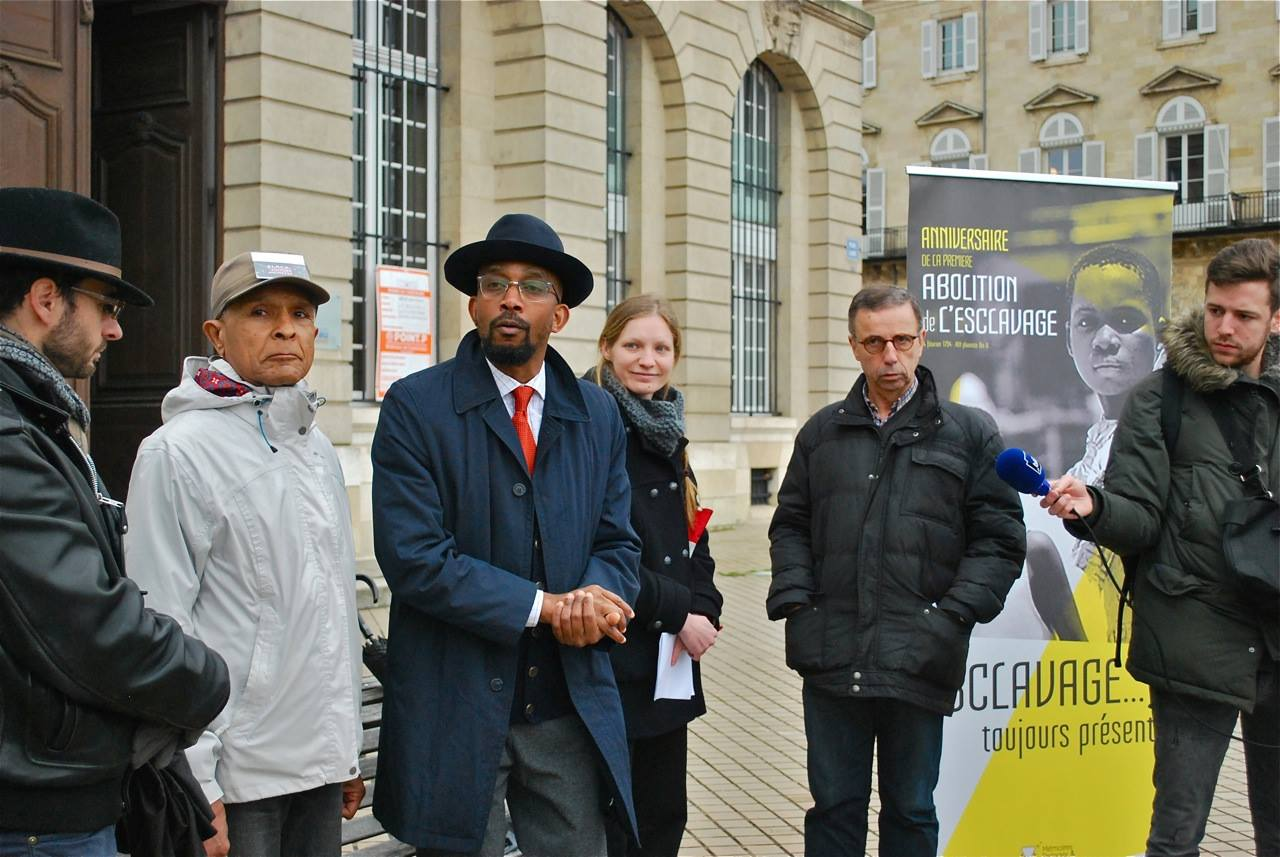
Manifestation organisée le 20 février 2018 à Bordeaux, en présence de Karfa Diallo et de la député suppléante Tiphaine Maurin.

Le 20 février 2018, Pierre Hurmic, alors conseiller municipal de l'opposition, vient soutenir Karfa Diallo et l'association Mémoires & Partages, lors d'un happening organisé place Laîné, pour demander l’installation de plaques explicatives dans les rues portant des noms de négriers. La municipalité en place finira par accéder à cette demande avec des installations dans six premières rues.
En 2020, durant l'entre-deux-tours des élections municipales, le candidat Pierre Hurmic répond à une lettre ouverte de Karfa Diallo. Il annonce s'engager à renommer les bâtiments qui portent des noms de négriers ou d'esclavagistes (écoles, salles municipales, gymnases), souhaite apposer plus de panneaux explicatifs dans les rues, et attribuer davantage de noms de rues, places et monuments, à des personnalités issues de la diversité, ou militantes des causes antiraciste et anticolonialiste.
En 2021, en application de son programme, trois nouvelles écoles du quartier des Bassins à flot reçoivent les noms de Nelson Mandela, Billie Holiday et Modeste Testas. Puis, le 13 mai 2022, la municipalité écologiste inaugure une plaque explicative dans la rue Colbert.

#### Lieu dédié
En mai 2021, à l'occasion de la journée nationale des mémoires de la traite et de l'esclavage, le nouveau maire écologiste Pierre Hurmic promet la création d'un mémorial public. Il souhaite qu'avant la fin de son mandat, soit créé un monument « ouvert », qui serait un véritable lieu de mémoire dans la ville.
Le 9 mai 2022, le maire de Bordeaux confie à Karfa Diallo la présidence d’une mission de préfiguration, chargée de rédiger un rapport afin de dessiner les contours d’une Maison contre les esclavages. La mission comprend une trentaine de membres (associatifs, politiques, historiens, membres de la société civile, etc.). Parmi eux, on compte notamment Clément Rossignol-Puech, maire de Bègles, Norbert Fradin, fondateur du Musée Mer Marine, Julie Duprat, historienne et archiviste, Philippe Barre, fondateur de Darwin, Naïma Charaï, ancienne présidente de l'ACSE, Hugues Martin, ancien maire de Bordeaux, les députés de Gironde Alain David et Loïc Prud’homme, Olivier Escots, adjoint au maire de Bordeaux et conseiller municipal délégué chargé du sujet mémoriel, ainsi que les poètes Gabriel Okoundji et Donatien Garnier.
Un an plus tard, après une consultation citoyenne qui s'est tenue du 28 janvier au 28 avril 2023, la mission de préfiguration rend son rapport au maire de Bordeaux. Comme site d'implantation du lieu, désormais nommé Maison Esclavages et Résistances, le Grand port maritime de Bordeaux a annoncé, en janvier 2024, qu'il mettrait un terrain à disposition dans le quartier des Bassins à flots.

### Autres
En septembre 2020, son annonce de vouloir supprimer l'arbre de Noël à Bordeaux suscite, selon Le Monde « un tollé », des critiques sur la « twittosphère » et les commentaires des médias sur la nouvelle municipalité bordelaise. Alors qu’une pétition recueille 12 000 signatures pour réclamer le maintien du sapin de Noël pour les fêtes de fin d’année, Pierre Hurmic confirme sa décision. Il avait déclaré ne plus vouloir « d’arbres morts » sur les places de la ville.
Le maire de Bordeaux regrette que l'affaire ait été instrumentalisée et sortie de son contexte : « Lors d'une conférence de presse qui a duré plus d'une heure, j'ai parlé trente secondes du sapin, en disant qu'il était hors de question que l'on reproduise cette année l'expérience d'un sapin qui avait coûté 60 000 euros et qui avait été abattu par la tempête. Mais ça s'est transformé en un maire qui est contre les sapins, contre les fêtes de Noël... ». Il explique vouloir « innover » en proposant notamment un spectacle de mapping sur la façade ouest de la cathédrale, et travailler à planter « des vrais arbres sur cette place extrêmement minérale ».
En février 2025, après des plaintes de riverains et une pétition lancée en octobre dernier, signée par près de 3 000 personnes en raison du « sentiment d'insécurité » des habitants, Pierre Hurmic fait marche arrière et décide de prolonger la durée d'éclairage jusqu'à 2 h 30 du matin dans toutes les rues de Bordeaux.

## Affaires traitées en qualité d'avocat
Pierre Hurmic ouvre son cabinet d'avocat en 1984.
Les affaires particulièrement médiatiques qu'il a traitées sont celles de la défense de Bertrand Cantat jugé à Vilnius en 2004 pour le meurtre de Marie Trintignant, de la plainte d'associations et de communes contre le projet de prolongation de la LGV vers Toulouse et l'Espagne, et de la lutte judiciaire contre les compteurs électriques communicants Linky.
En prenant ses nouvelles fonctions de maire, il suspend son activité d'avocat.

### Lignes à grande vitesse
Pierre Hurmic a déposé le 22 juillet 2016, en sa qualité d'avocat d'associations environnementales mais aussi d'une quinzaine de communes du Sud Gironde, un recours en annulation de la déclaration d'utilité publique des LGV Bordeaux-Toulouse et Bordeaux-Dax, signée en juin 2016 par Alain Vidalies, alors secrétaire d'État chargé des Transports, qui engendrent, notamment, un « massacre environnemental ».
« Cet impact n'est pas soutenable et il est contradictoire avec les engagements écologiques pris par la région et la métropole. Il montre l'égoïsme des élus métropolitains, prêts à détruire 4 800 hectares de nature pour gagner 1/2 heure sur un trajet de train. Gilles Savary (ex député PS de la Gironde, NDLR) l'a bien dit, Rousset ne pense qu'à la LGV et Juppé qu'à Bordeaux ». Et la LGV est à Rousset ce que le métro était à Chaban-Delmas ».
Pierre Hurmic s'est insurgé contre des dépenses de « sommes extravagantes pour des infrastructures qui ne supportent que 1 % des déplacements. C'est un transport de niche et de riches qui ne profite qu'aux métropoles ».
Ce recours a été rejeté par le Conseil d'État dans un arrêt du 11 avril 2017. Pierre Hurmic y voit « une décision, décevante, bâclée et d'une pauvreté juridique [...], avant tout politique ». Il décide alors, en concertation avec les associations engagées dans ce combat, d'étudier la possibilité de saisine des juridictions européennes : la saisine de la CEDH (Cour Européenne des Droits de l'Homme), ou de la Commission européenne en vue de la saisine de la CJUE (Cour de Justice de l'Union Européenne),.

### Linky
En avril 2018, près de 200 personnes annoncent vouloir saisir en référé le Tribunal de Grande Instance de Bordeaux, afin de demander le retrait ou la suspension de la pose des compteurs électrique Linky à leurs domiciles au nom du « principe de précaution » et du « respect de la vie privée ». C'est Pierre Hurmic qui défend les requérants devant le TGI bordelais. Deux motifs sont invoqués : « le déploiement de compteurs communiquant notamment par courant porteur en ligne (CPL) augmente les expositions chroniques aux champs électromagnétiques », alors que la loi du 9 février 2015 vise à réduire celles-ci. Et « le fournisseur ou distributeur d’électricité impose l’installation des compteurs dits « Linky » sans le consentement des personnes, voire dans certains cas en cas de violation d’un refus dûment notifié »,,,.

## Littérature
En 2015, Pierre Hurmic écrit son premier roman intitulé Les Pilleurs de glace. Il y met en scène un « Esquimau » sans papiers et un employé de banque accusé de délinquance écologique, pour évoquer les dangers climatiques menaçant le Groenland et le peuple Inuit.
Ce territoire le fascine depuis son enfance, et la fonte des glaces, induite par le réchauffement climatique, ne fait que renforcer ses convictions.
Par ce livre, Pierre Hurmic alerte ses lecteurs sur la crise climatique, conséquence de la démesure des activités humaines.
Il y décrit aussi le fonctionnement d'une instruction et d'un procès pour « non assistance à planète en danger ».
Le sujet du livre est repris en 2025 sous le titre L'affaire Savignac.

### Ouvrages
- Les Pilleurs de glace, Mérignac (Gironde), les Editions Vents salés, mars 2015, 318 p. (ISBN 978-2-35452-108-0, présentation en ligne)
- L'affaire Savignac, Herodios, novembre 2024, 180 p. (ISBN 9782940666652, présentation en ligne)

## Synthèse des résultats électoraux

### Élections législatives
| Année | Parti | Parti | Circonscription  | 1er tour | 1er tour | 1er tour | Issue |
| Année | Parti | Parti | Circonscription  | Voix     | %        | Rang     | Issue |
| ----- | ----- | ----- | ---------------- | -------- | -------- | -------- | ----- |
| 1993  |       | GÉ    | 2e de la Gironde | 3 287    | 10,65    | 4e       | Battu |
| 2004  |       | LV    | 2e de la Gironde | 2 076    | 11,22    | 3e       | Battu |
| 2007  | 2 471 | LV    | 2e de la Gironde | 6,83     | 4e       | Battu    |       |
| 2017  |       | EELV  | 2e de la Gironde | 2 684    | 8,04     | 5e       | Battu |

### Élections municipales
Les résultats ci-dessous concernent uniquement les élections où il est tête de liste.
| Année | Parti | Parti | Commune  | 1er tour | 1er tour | 1er tour | 2d tour | 2d tour | 2d tour | Sièges (CM) |
| Année | Parti | Parti | Commune  | Voix     | %        | Rang     | Voix    | %       | Rang    | Sièges (CM) |
| ----- | ----- | ----- | -------- | -------- | -------- | -------- | ------- | ------- | ------- | ----------- |
| 2001  |       | LV    | Bordeaux | 5 652    | 9,5      | 3e       |         |         |         | 3 / 65      |
| 2006  | 5 479 | LV    | Bordeaux | 10,3     | 3e       |          |         |         | 3 / 65  |             |
| 2020  |       | UG    | Bordeaux | 18 894   | 34,3     | 2e       | 26 509  | 46,4    | 1er     | 48 / 65     |